# アキル・ミッチェル
アキル・ミッチェル(登録名Akil Mitchell、本名Akil Anthony Mitchell、1992年6月26日 - )は、アメリカ合衆国のプロバスケットボール選手。ポジションはパワーフォワード/センター。
B.LEAGUE・長崎ヴェルカに所属している。
大学ではバージニア大学でプレーした。

## 学生時代

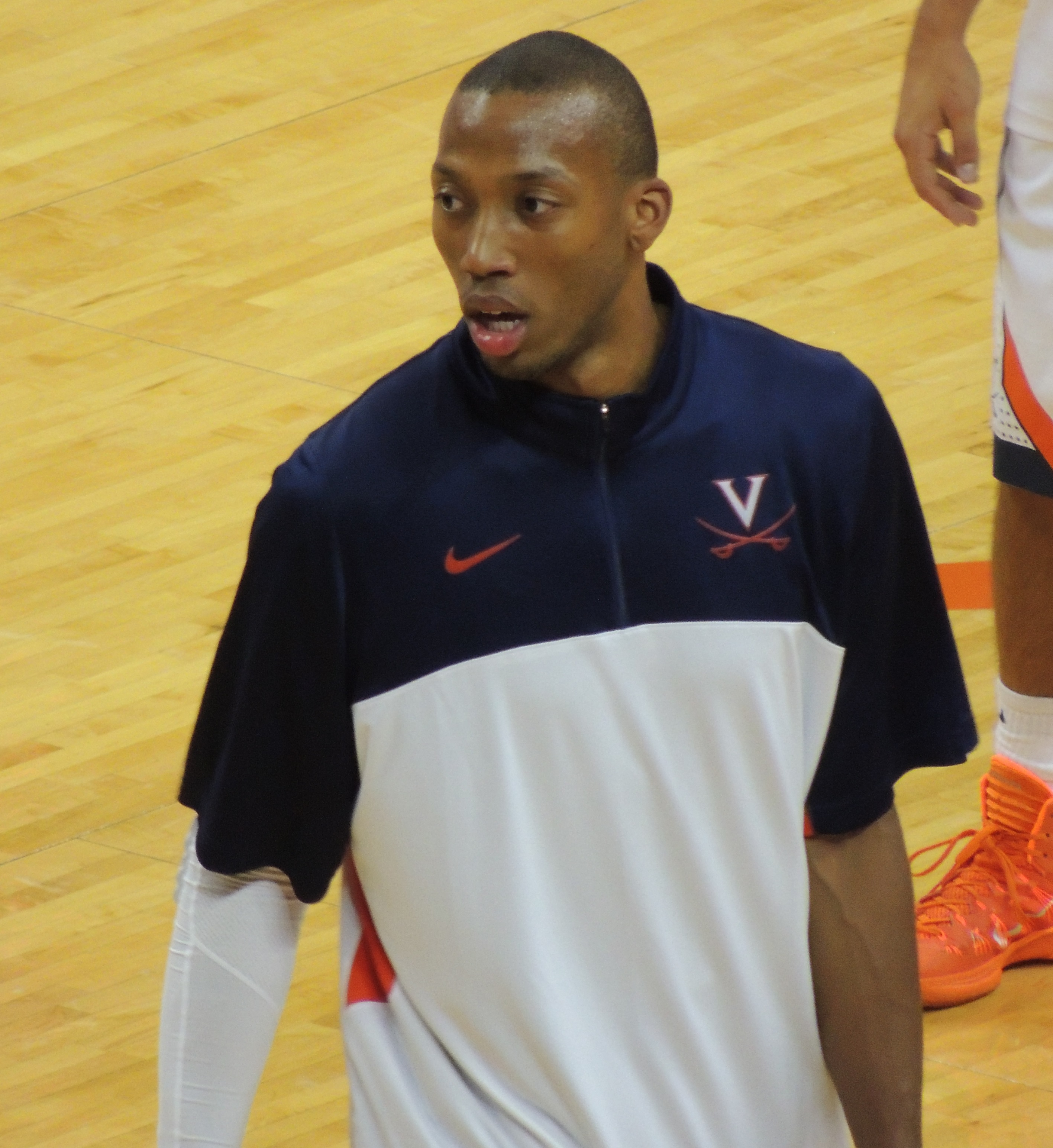
バージニア大学時代(2013)

ノースカロライナ州シャーロットにあるシャーロット・クリスチャン・スクールから、ネイビーやジョージ・ワシントン大学からのオファーがあったもののバージニア大学に進学する。
1年目の2010-11シーズンは目立った活躍はなかったが、主力選手のマイク・スコットが負傷したことで出場機会が増えた。
2011–12シーズンの中盤には、スコットおよび同期のジョー・ハリスとともに先発メンバーに加わり、このトリオはチームを22勝10敗の成績と、5年ぶりとなるNCAAトーナメント出場に導いた。
3年次のシーズンには、平均13.1得点・8.9リバウンドを記録し、ACC(アトランティック・コースト・カンファレンス)のサードチームに選出された。
4年次にはチームの戦力が増えたことで個人成績はやや減少したものの、チームは30勝7敗という近年で最高の成績を収め、ACCレギュラーシーズンとトーナメントの両方で優勝、2014年のNCAAトーナメントでは第1シードを獲得した。
ミッチェルはACCオールディフェンシブチームおよびACCトーナメントセカンドチームにも選出された。

### 個人成績(学生時代)
| シーズン | チーム   | GP  | GS | MPG  | FG%  | 3P%  | FT%  | RPG | APG | SPG | BPG | PPG  |
| -------- | -------- | --- | -- | ---- | ---- | ---- | ---- | --- | --- | --- | --- | ---- |
| 2010–11  | Virginia | 29  | 1  | 15.1 | .338 | .125 | .517 | 3.0 | .8  | .6  | .2  | 2.4  |
| 2011–12  | Virginia | 32  | 15 | 22.0 | .505 | .000 | .509 | 4.4 | .8  | .7  | .3  | 4.1  |
| 2012–13  | Virginia | 35  | 35 | 30.5 | .545 | .000 | .693 | 8.9 | 1.5 | 1.3 | .4  | 13.1 |
| 2013–14  | Virginia | 37  | 36 | 25.7 | .561 | .000 | .427 | 7.0 | 1.2 | .8  | .6  | 6.8  |
| Career   | Career   | 133 | 87 | 23.8 | .519 | .090 | .570 | 6.0 | 1.1 | .8  | .4  | 6.9  |

## プロキャリア
2014 NBA draftで指名されなかった後、ヒューストン・ロケッツの一員として2014 NBA Summer Leagueに参加した。2014年9月26日、ロケッツと契約したが、 同年10月23日にチームから解雇された。
その後2014年11月2日には、NBA Gリーグに所属するリオグランデバレー・バイパーズに、ロケッツの提携選手として加入した。
2014–15シーズンにはバイパーズで49試合に出場し、平均9.8得点、9.0リバウンド、1.6アシスト、1.0スティールを記録した。
2015年7月、ブルックリン・ネッツの一員として2015 NBA Summer Leagueに参加した。
同年8月13日、アンティーブ・シャークスと契約し2015–16 LNB Pro A seasonをプレーした。アンティーブ・シャークスでは34試合に出場し、平均9.2得点、7.2リバウンド、1.6アシストを記録した。
2016年7月、ニューヨーク・ニックスの一員として2016年のNBAサマーリーグに参加した。同年8月30日、ニュージーランド・ブレイカーズと契約し、2016–17年のNBLシーズンを戦った。2017年1月26日、ケアンズ・タイパンズ戦の第4クォーター序盤、リバウンド争いの際にNnanna Egwuと接触し顔を突かれたことで、左目の眼球が眼窩から飛び出す重傷を負った。この事故後オークランド病院に搬送され、専門医の診断により眼に損傷はあるものの、当初懸念されていたほど深刻ではないとの見解が示された。その日のうちに退院し、視力に異常がないことが報告された。2017年2月7日、負傷した目のさらなる専門的な治療を受けるため、アメリカへ帰国した。ブレイカーズでは25試合に出場し、平均9.5得点、7.2リバウンド、2.1アシストを記録した。
2017年2月24日、NBAデベロップメント・リーグのロングアイランド・ネッツに加入した。ロングアイランドでは4試合に出場し、平均8.3得点、6.8リバウンド、2.8アシストを記録した。
2017年9月24日、ブルックリン・ネッツと契約した。同年10月11日、ネッツから解雇された。
2018年8月4日、フランスのLNBプロAに所属するブーラザック・バスケット・ドルドーニュと契約した。
2019年7月30日、イタリアのLegaバスケット・セリエA(LBA)に所属するパラカネストロ・トリエステと契約したが、新型コロナウイルスのパンデミックの影響によりイタリアの2019–20シーズンは途中で打ち切られた。しかし、イスラエルの2019–20シーズンではリーグが再開され、シーズン終盤の2020年5月26日にハポエル・ギルボア・ガリルと契約した。
2020年8月16日、イスラエルのマッカビ・リション・レジオンに加入。1試合平均で15.6得点、8.8リバウンド(イスラエル・バスケットボール・プレミアリーグで3位)、2.8アシスト、1.6スティール(同9位)、フィールドゴール成功率は59.9%(同8位)を記録した。
2021年7月14日、トルコ・スーパーリーグのカルシュヤカSKと契約した。1試合平均で4.3得点、5.3リバウンド、2.0アシストを記録した。
同年11月25日、バスケットボール・ブンデスリーガ(BBL)のブローゼ・バンベルクと契約した。
2022年8月2日、ギリシャのクラブAEKアテネと契約した。国内リーグ22試合に出場し、1試合平均12.6得点、8リバウンド、2.6アシスト、1試合約26分の出場時間だった。さらに、BCLでは、1試合平均14.5得点、8.5リバウンド、2.9アシストを記録し、チームは準々決勝まで進出した。
2023年4月29日、プエルトリコのバロンセスト・スペリア・ナシオナル所属のグリセス・デ・ウマカオと契約した。
2023年9月7日、中国プロバスケットボールリーグ(CBA)の寧波ロケッツと契約した。2024年1月14日に契約が解除された。
2024年3月11日、クリオージョス・デ・カグアス(バロンセスト・スペリオール・ナシオナル)と契約した。
2024年7月5日、横浜ビー・コルセアーズとBリーグの契約を結んだ。しかしその直後の9月1日、本人の申し出による契約解除が発表された。
2024年9月19日、青島イーグルスとCBAの契約を結んだ。11月5日、ジョーダン・ミッキーと交代で青島イーグルスを退団した。
2024年11月10日、メラルコ・ボルツとPBAの契約を結び、2024–25 PBAコミッショナーズカップおよび2024–25イーストアジア・スーパーリーグでプレーした。
2025年7月9日、長崎ヴェルカへの加入が発表された
。

## 代表歴
2016年5月、パナマ男子バスケットボール代表の2016年セントロバスケット（6月開催）に向けたトライアウトに参加した。代表入りを果たし、パナマ代表として6試合に出場し、平均5.0得点、5.5リバウンド、1.8アシスト、1.0スティールを記録した。